# طويلة يبارة (غيزانية)
طويلة يبارة (بالفارسية: طویله یباره) هي قرية تقع في إيران في قسم غيزانية الريفي. يقدر عدد سكانها بـ 33 نسمة بحسب إحصاء 2016.